# Norah McCarthy
Pour les articles homonymes, voir MacCarthy.
Norah McCarthy est une patineuse artistique canadienne qui participe aux compétitions individuelles et des couples artistiques. Elle est championne du Canada en 1940 en individuel ; et également double championne du Canada en 1939 et 1940 en couple avec son partenaire Ralph McCreath.

## Biographie

### Carrière sportive
Norah McCarthy patine en individuel et en couple artistique.
En individuel, elle est championne du Canada en 1940, devant ses compatriotes Mary Rose Thacker et Eleanor O'Meara ; elle obtient aussi deux médailles de bronze aux championnats nord-américains de 1939 et 1941.
En couple artistique, avec son partenaire Ralph McCreath, elle remporte le titre national à deux reprises en 1939 et 1940, et la médaille d'argent aux championnats nord-américains de 1939. En 1941, elle change de partenaire et obtient l'argent aux championnats nationaux avec Sandy McKechnie.
La Seconde Guerre mondiale pénalise sa carrière sportive au début des années 1940. Elle ne participe jamais ni aux mondiaux ni aux Jeux olympiques d'hiver.

## Palmarès
En couple artistique, avec deux partenaires :
- Ralph McCreath (2 saisons : 1939-1940)
- Sandy McKechnie (1 saison : 1941)

| Compétitions en individuel                                                 | 1939 | 1940 | 1941 |  |  |  |  |  |  |  |  |  |  |  |  |  |
| Jeux olympiques d'hiver                                                    |      | JA   |      |  |  |  |  |  |  |  |  |  |  |  |  |  |
| Championnats du monde                                                      |      | CA   | CA   |  |  |  |  |  |  |  |  |  |  |  |  |  |
| Championnats d'Amérique du Nord                                            | 3e   |      | 3e   |  |  |  |  |  |  |  |  |  |  |  |  |  |
| Championnats du Canada                                                     | 2e   | 1re  | 3e   |  |  |  |  |  |  |  |  |  |  |  |  |  |
|                                                                            |      |      |      |  |  |  |  |  |  |  |  |  |  |  |  |  |
| Compétitions en couple                                                     | 1939 | 1940 | 1941 |  |  |  |  |  |  |  |  |  |  |  |  |  |
| Jeux olympiques d'hiver                                                    |      | JA   |      |  |  |  |  |  |  |  |  |  |  |  |  |  |
| Championnats du monde                                                      |      | CA   | CA   |  |  |  |  |  |  |  |  |  |  |  |  |  |
| Championnats d'Amérique du Nord                                            | 2e   |      | 4e   |  |  |  |  |  |  |  |  |  |  |  |  |  |
| Championnats du Canada                                                     | 1er  | 1er  | 2e   |  |  |  |  |  |  |  |  |  |  |  |  |  |
| Légende : JA = Jeux olympiques d'hiver annulés ; CA = Championnats annulés |      |      |      |  |  |  |  |  |  |  |  |  |  |  |  |  |